# Frontone (Italia)
Frontone es una localidad y comune italiana de la provincia de Pesaro y Urbino, región de las Marcas, con 1355 habitantes.

## Geografía
Ubicación
La comuna se encuentra en la zona meridional de la provincia de Pesaro y Urbino perteneciente a la región de las Marcas.
| Noroeste: Cagli    | Norte: Cagli              | Noreste: Pergola             |
| Oeste: Cagli       |                           | Este: Serra Sant'Abbondio    |
| Suroeste: Cantiano | Sur: Scheggia e Pascelupo | Sureste: Serra Sant'Abbondio |

Clima
De acuerdo a los datos de la tabla a continuación y a los criterios de la clasificación climática de Köppen modificada la estación meteorológica del Servicio Meteorológico en Frontone (que se encuentra a una altitud de 574 m s. n. m.) presenta un clima templado de tipo Cfb («templado sin estación seca»).
| Parámetros climáticos promedio de Frontone (1971-2000)            | Parámetros climáticos promedio de Frontone (1971-2000) | Parámetros climáticos promedio de Frontone (1971-2000) | Parámetros climáticos promedio de Frontone (1971-2000) | Parámetros climáticos promedio de Frontone (1971-2000) | Parámetros climáticos promedio de Frontone (1971-2000) | Parámetros climáticos promedio de Frontone (1971-2000) | Parámetros climáticos promedio de Frontone (1971-2000) | Parámetros climáticos promedio de Frontone (1971-2000) | Parámetros climáticos promedio de Frontone (1971-2000) | Parámetros climáticos promedio de Frontone (1971-2000) | Parámetros climáticos promedio de Frontone (1971-2000) | Parámetros climáticos promedio de Frontone (1971-2000) | Parámetros climáticos promedio de Frontone (1971-2000) |
| Mes                                                               | Ene.                                                   | Feb.                                                   | Mar.                                                   | Abr.                                                   | May.                                                   | Jun.                                                   | Jul.                                                   | Ago.                                                   | Sep.                                                   | Oct.                                                   | Nov.                                                   | Dic.                                                   | Anual                                                  |
| ----------------------------------------------------------------- | ------------------------------------------------------ | ------------------------------------------------------ | ------------------------------------------------------ | ------------------------------------------------------ | ------------------------------------------------------ | ------------------------------------------------------ | ------------------------------------------------------ | ------------------------------------------------------ | ------------------------------------------------------ | ------------------------------------------------------ | ------------------------------------------------------ | ------------------------------------------------------ | ------------------------------------------------------ |
| Temp. máx. abs. (°C)                                              | 17.2                                                   | 18.5                                                   | 24.4                                                   | 26.8                                                   | 30.4                                                   | 34.8                                                   | 37.5                                                   | 37.7                                                   | 37.7                                                   | 33.8                                                   | 28.2                                                   | 21.7                                                   | 37.7                                                   |
| Temp. máx. media (°C)                                             | 6.8                                                    | 7.6                                                    | 11.2                                                   | 14.6                                                   | 20.1                                                   | 24.3                                                   | 27.8                                                   | 27.5                                                   | 22.5                                                   | 16.5                                                   | 10.8                                                   | 7.7                                                    | 16.5                                                   |
| Temp. media (°C)                                                  | 4.3                                                    | 4.9                                                    | 7.7                                                    | 10.7                                                   | 15.8                                                   | 19.7                                                   | 22.8                                                   | 22.6                                                   | 18.4                                                   | 13.5                                                   | 8.3                                                    | 5.4                                                    | 12.8                                                   |
| Temp. mín. media (°C)                                             | 1.6                                                    | 1.4                                                    | 3.2                                                    | 5.8                                                    | 10.6                                                   | 14.1                                                   | 17.0                                                   | 17.2                                                   | 13.8                                                   | 9.9                                                    | 5.4                                                    | 2.9                                                    | 8.6                                                    |
| Temp. mín. abs. (°C)                                              | -11.2                                                  | -11.2                                                  | -8.6                                                   | -1.4                                                   | 0.8                                                    | 5.4                                                    | 10.0                                                   | 8.0                                                    | 4.0                                                    | 0.8                                                    | -4.2                                                   | -9.9                                                   | -11.2                                                  |
| Precipitación total (mm)                                          | 66.5                                                   | 89.4                                                   | 85.3                                                   | 103.7                                                  | 87.1                                                   | 92.4                                                   | 63.0                                                   | 85.2                                                   | 98.9                                                   | 113.9                                                  | 142.0                                                  | 102.3                                                  | 1129.7                                                 |
| Días de precipitaciones (≥ 1 mm)                                  | 9                                                      | 9                                                      | 9                                                      | 11                                                     | 9                                                      | 8                                                      | 6                                                      | 7                                                      | 8                                                      | 10                                                     | 11                                                     | 10                                                     | 106                                                    |
| Fuente: Servizio meteorologico dell'Aeronautica Militare Italiana |                                                        |                                                        |                                                        |                                                        |                                                        |                                                        |                                                        |                                                        |                                                        |                                                        |                                                        |                                                        |                                                        |

## Evolución demográfica
| Gráfica de evolución demográfica de Frontone entre 1861 y 2001 |
|                                                                |
| Fuente ISTAT - elaboración gráfica de Wikipedia                |